# Витоки річки Базавлук (заказник)

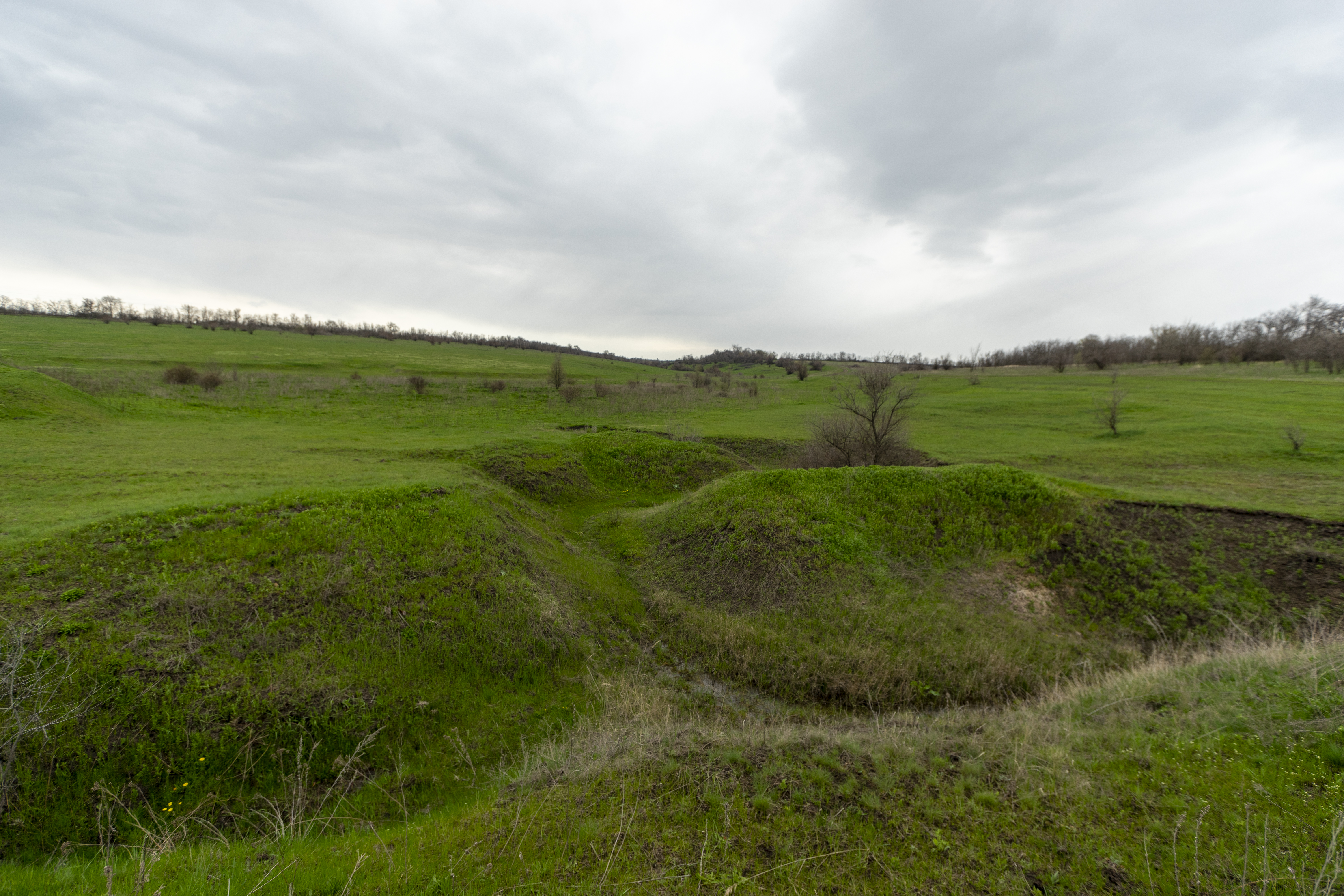
Витоки річки Базавлук. Балка з с. Зелена Долина.

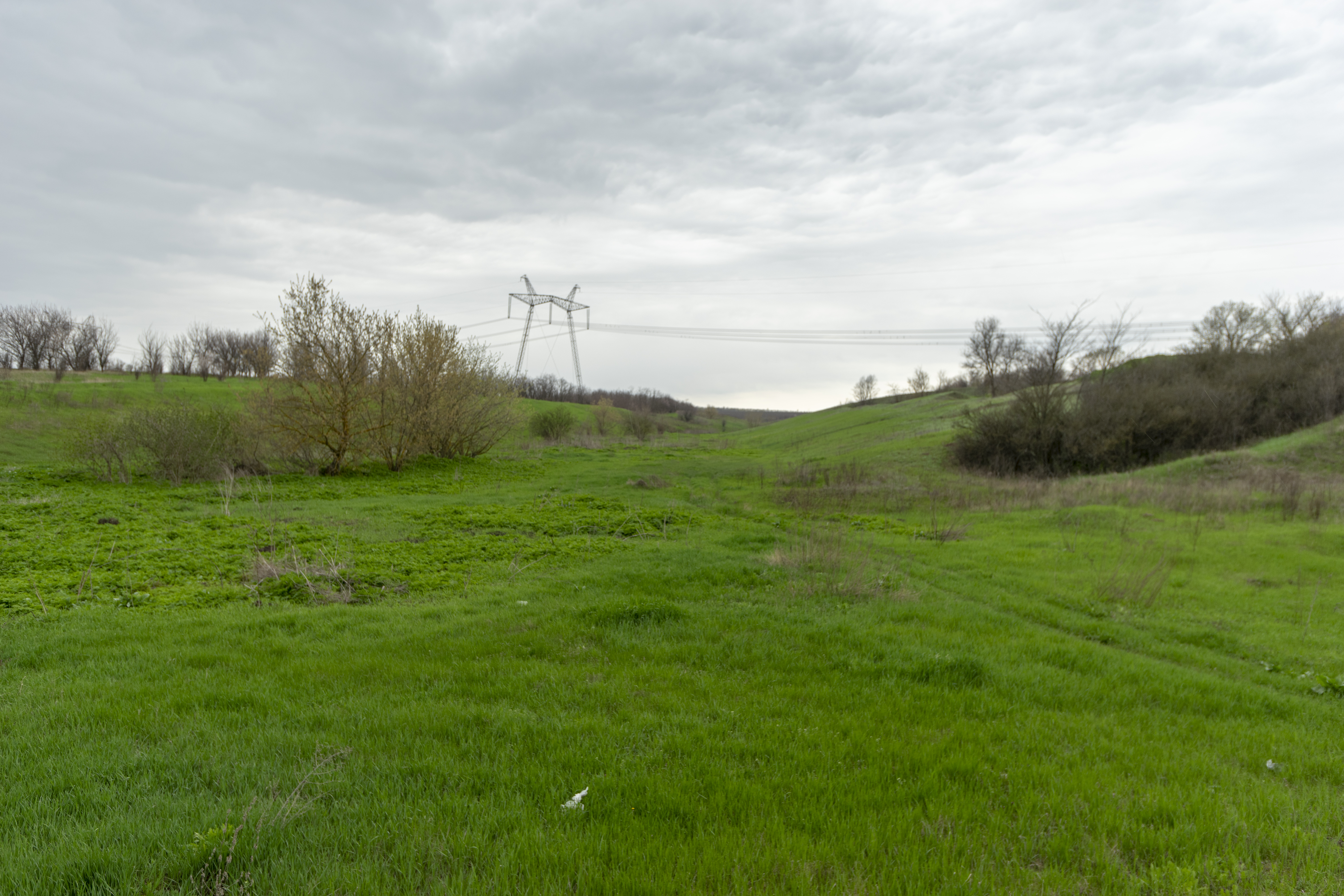
305x305пксВитоки річки Базавлук.

Ви́токи рі́чки Базавлу́к — ботанічний заказник місцевого значення в Україні. Розташований у Криничанському районі Дніпропетровської області, біля села Козодуб. 
Площа — 671 га. Статус присвоєно 2013 року. Перебуває у віданні: Криничанська райдержадміністрація. 
Статус присвоєно для збереження ділянки долинного ландшафту річки Базавлук та придолинно-балкових ландшафтів, які мають слабохвилястий рівнинний характер.